# هرکسهایموایهر
هرکسهایموایهر (به آلمانی: Herxheimweyher) یک شهر در آلمان است که در زودلیشه واینشتراسه واقع شده‌است. هرکسهایموایهر  ۴۹۰ نفر جمعیت دارد.